# Desmatodon involutus
Desmatodon involutus là một loài rêu trong họ Pottiaceae. Loài này được (Hook.) Mitt. mô tả khoa học đầu tiên năm 1859.